# Патилата на Спас и Нели
„Патилата на Спас и Нели“ е български игрален филм (детски, комедия, семеен) от 1987 година на режисьора Георги Стоев, по сценарий на Христо Илиев-Чарли и Миряна Башева (стихове). Оператор е Андрей Чертов. Музиката във филма е композирана от Стефан Димитров.

## Сюжет
Кучето Спас и котката Нели живеят щастливо със семейството на малката Мими. След бурна игра, обаче, двамата опустошават жилището и са изгонени от дома. Натъкват се на зъл фокусник, който ги използва за своите представления, а междувременно момичето тъгува по изгубените любимци. След много премеждия, Спас и Нели са открити и спасени от Мими и родителите ѝ. Филмът завършва с весел карнавал.

## Състав

### Актьорски състав
| Изпълнител                              | Роля |
| --------------------------------------- | --- |
| Ицхак Финци (като Ицко Финци)           | Коминочистачът |
| Георги Мамалев                          | Фокусникът |
| Павел Поппандов                         | Разбойникът |
| Александра Кочева                       | Мими |
| Николета Кочева                         | Близначката на Мими |
| Иван Кутевски                           | Бащата |
| Евгения Баракова                        | Майката |
| Калин Арсов                             | месарят |
| Домна Ганева                            | бабата с покупките от аптеката |
| Александър Палиев                       | |
| Кина Мутафова                           | разгневената жена на балкона |
| Ели Първанова                           | |
| Рилка Стойчева                          | |
| Симеон Щерев (като Симеон Щерев-Банана) | регулировчикът |
| С участието на животните:               | Граф Дани фон Херцберг, синовете му Арес и Бъки, внукът Марк Антоний, в ролята на кучето Спас В ролята на Нели, тяхната приятелка Мъри |

### Творчески и технически екип
| Сценарий             | Христо Илиев-Чарли |
| Режисьор             | Георги Стоев |
| Оператор             | Андрей Четров |
| Редактор             | Анжел Вагенщайн |
| Художници            | Елка Тодорова Анна Маркова |
| Музика               | Стефан Димитров |
| Текст на песните     | Миряна Башева |
| Звукорежисьор        | Маргарита Маринова |
| Музикално оформление | Мариана Вълканова |
| Монтаж               | Красимира Величкова |
| Костюми              | Анна Маркова |
| Грим                 | Лефтера Недева |
| Директор             | Ангел Николов |
| Втори режисьор       | Елена Тренева |
| Втори оператор       | Димитър Минков |
| Комбинирани снимки   | Тотьо Начев Борислав Икономов |
| Втори художник       | Марина Щефан |
| Асистент-режисьори   | Мария Фурнаджиева Галина Какалова |
| Асистент-оператори   | Михаил Михайлов Асен Огнянов Александър Павлов Павел Калинчев Христо Александров                                                                             |
| Тонтехници           | Димитър Атанасов Цветан Кадийски |
| Декор                | Иван Колев |
| Осветление           | Георги Михайлов Тодор Костов Иван Нешев Марио Аспарухов Стефан Попов Христо Еланджов                                                                         |
| Пиротехника          | Дойчин Йондов |
| Кран                 | Димитър Пиринчиев |
| Асистент по монтажа  | Доли Йорданова |
| Гардероб             | Марена Божидарова Лиана Вутова |
| Реквизит             | Ирен Кузова Красимир Владимиров |
| Грим                 | Димитрина Стоянова |
| Организатори         | Веселин Василев Герго Чернев Стоянка Христова Божидарка Младенова                                                                                            |
| Каскади              | Група от „ВИФ“ Светослав Иванов Владимир Илиев Емил Велчев Димитър Зафиров                                                                                   |
| Консултанти          | Васил Николаев Никола Жилов Кръстьо Първанов Александър Николов                                                                                              |
| Цветен четец         | Евгения Якимова |
| Distributed by       | БЪЛГАРСКА КИНЕМАТОГРАФИЯ Студия за игрални филми „БОЯНА“ Студия за научно-популярни и документални филми „ВРЕМЕ“ Първи творчески колектив /Copyright © 1987/ |